# Planeur de Derwitz
Dimensions
Le planeur de Derwitz est un planeur construit par Otto Lilienthal et qui a volé en 1891. C'est l'un des premiers aéronefs jamais pilotés par l'homme.

## Premiers vols
S'élançant du haut d'une carrière de sable du Spitzen Berg, une colline entre Dervitz (de) et Kerlow (de), 40 km à l'ouest de Berlin (Allemagne), Otto Lilienthal et Hugo Eulitz ont réalisé en 1891 des sauts de puce et des vols planés d'une hauteur de 5 ou 6 mètres pour 15 à 25 mètres de long.
La colline, près de la voie ferrée Berlin-Magdebourg avait été repérée par Lilienthal alors qu'il se rendait chez des parents. Avec l'aide d'Hugo Eulitz, un technicien de son usine, il y transporta l'appareil par le train au début de l'été 1891, puis y vint s'exercer presque tous les dimanches, voire en semaine quand son travail le lui permettait, quand la météo était favorable. 
Ses essais ont été immortalisés grâce aux photos prises par Carl Kassner (de), un météorologue de Berlin, les premières de l'histoire montrant un homme en vol. 
Grâce à une pratique intensive, se relayant saut après saut, Otto Lilienthal et Hugo Eulitz ont pu perfectionner leur technique, améliorer le planeur et gagner mètre par mètre. Mais le site ne permettait pas des vols de plus de 25 mètres. Aussi, l'année suivante, Lilienthal continua ses essais à Südende, à quelques kilomètres seulement de sa maison de Berlin, avec un nouvel appareil, le planeur de Südende (de).

## Caractéristiques
L'appareil comportait dès l'origine un empennage vertical. Un plan horizontal a dû être rajouté pour contrer sa tendance à piquer.
Pour l'atterrissage, le pilote devait le redresser en déplaçant vers l'arrière le poids du corps.
La surface alaire de l'appareil a été progressivement réduite (de 10 à 8 m2) suite à des réparations. Herrmann Schwach, un meunier qui abritait le planeur dans sa grange, rapporte qu'un jour de grand vent le planeur aurait échappé des mains de Lilienthal et que l'extrémité d'une aile se serait brisée sur plus d'un mètre. Il aurait alors simplement  raccourci l'autre aile et continué ses essais.

## Réplique
En l'absence d'originaux, les plans du planeur de Derwitz ont été reconstitués à partir des indications de Lilienthal et des photos existantes par Stephan Nitsch (de), qui a réalisé et piloté des répliques des planeurs de Lilienthal, conservées au musée Otto-Lilienthal à Anklam.